# Glomera pleiotricha
Glomera pleiotricha är en orkidéart som beskrevs av Johannes Jacobus Smith. Glomera pleiotricha ingår i släktet Glomera och familjen orkidéer. Inga underarter finns listade i Catalogue of Life.